# IFA S4000-1

Dieselmotor EM4-20

Der S4000-1 (für Sachsenring, 4000 kg) war ein vom Kraftfahrzeugwerk „Ernst Grube“ Werdau gefertigter mittelschwerer Langhauber-LKW. 1958/1959 wurde das Fahrzeug in einer Vorstufe als S4000 gefertigt.

## Geschichte
1958 löste der S4000 den H3A in Zwickau ab. Äußerlich kaum verändert, stellte vor allem die Erhöhung der Nutzlast auf vier Tonnen einen Mehrwert dar. Außerdem wurde der Radstand um 300 mm verlängert. Federn, Vorderachse und Rahmen wurden verstärkt. Die Zugmaschine hatte weiterhin einen verkürzten Radstand. Noch im selben Jahr setzte die Serienfertigung des Typs S4000-1 mit von 59 auf 66 kW erhöhter Motorleistung ein. Außerdem erhielt der Wagen ein neues synchronisiertes Getriebe, ebenso ein gummigelagertes Fahrerhaus. Beide Typen wurden kurzzeitig parallel gebaut. Anfang 1959 lief die Fertigung des S4000 nach knapp über 2000 Fahrzeugen aus.
Auch die Produktion des S4000-1 endete in Zwickau wenig später, um neue Kapazitäten für die PKW-Herstellung zu schaffen. Der S4000-1 (nicht aber dessen Motor) wurde fortan im Kraftfahrzeugwerk „Ernst Grube“ Werdau gebaut, wo stattdessen die Fertigung des gefragten IFA H6 eingestellt werden musste. Aus Mangel an Investitionsvolumen konnten verfügbare Fertigungskapazitäten nur neu aufgeteilt, nicht aber erweitert werden. Der ebenfalls in Werdau gefertigte IFA G5 sollte ebenfalls gestoppt werden. Auf Drängen der NVA wurde die Produktion des G5 aber parallel zum S4000-1 noch bis 1965 fortgesetzt. Nachdem in Ludwigsfelde im Juli 1965 die Produktion des in Werdau entwickelten LKWs W50 angelaufen war, endete im Jahr 1967 schließlich in Werdau auch die S4000-1-Produktion nach 21.000 Exemplaren. Die größten Abnehmer im Export waren Polen, Bulgarien, Vietnam und Kuba.

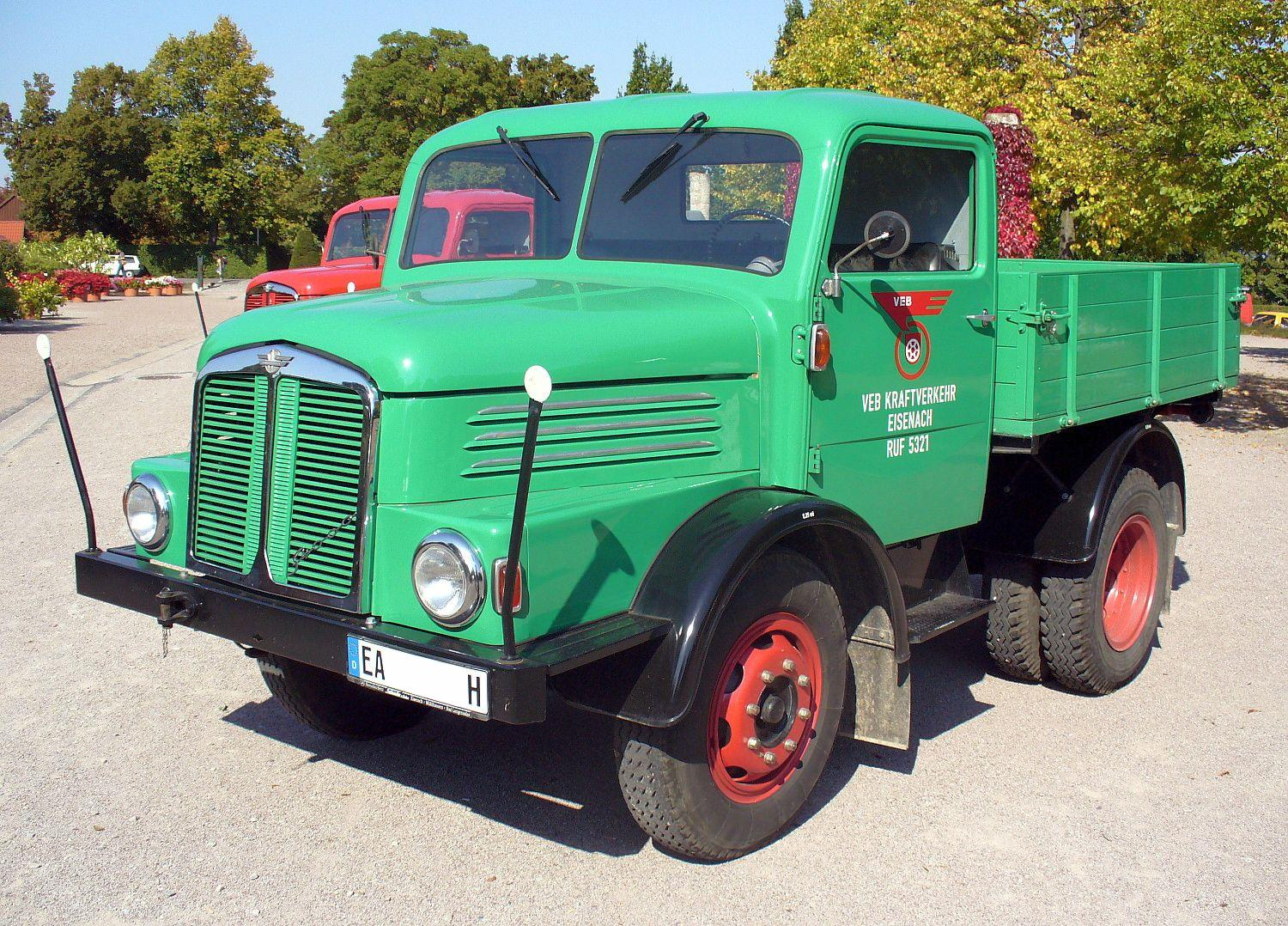
Zugmaschine IFA S4000-1 Z

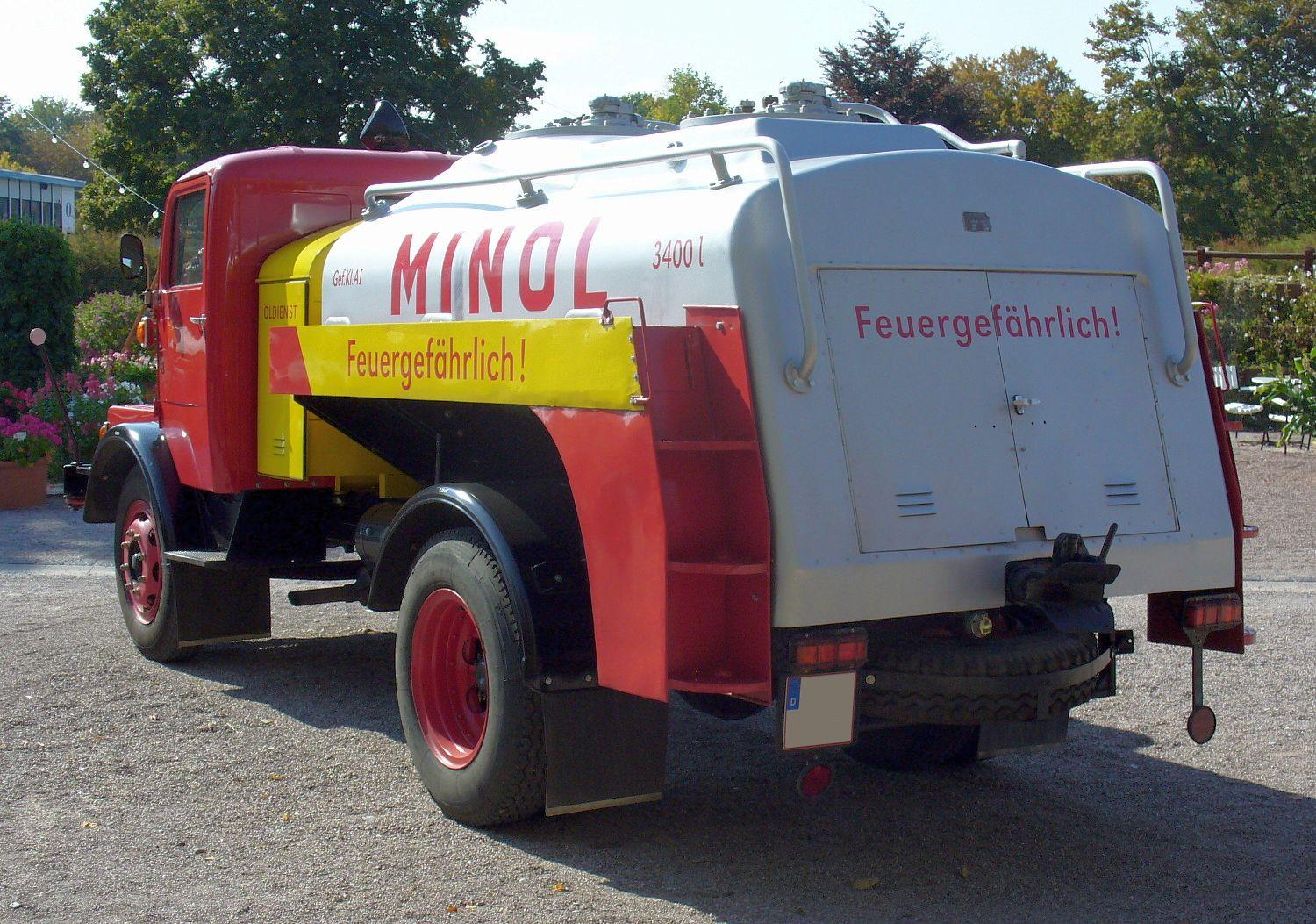
IFA S4000-1 als Minol-Tankwagen

## Technische Daten S4000-1

### Motor
- Typ EM 4-22 (S4000: EM 4-20)
- Hersteller: Sachsenring Automobilwerke Zwickau, bzw. ab 1965 Motorenwerk Nordhausen[2]
- Vierzylinder-Reihen-Viertakt-Wirbelkammer-Dieselmotor mit Wasserkühlung
- OHV-Ventilsteuerung
- Druckumlaufschmierung
- Ölbadluftfilter mit Fliehkraftabscheider
- Kurbelwelle fünffach gelagert
- Verdichtungsverhältnis: 17,5:1
- Einspritzdruck: 1,08 kN/cm²
- Bohrung: 115 mm
- Hub: 145 mm
- Hubraum: 6024 cm³
- Leistung: 66 kW bei 2200 min−1
- Drehmoment: 310 Nm bei 1500 min−1
- Anlasser 24 V, 2,94 kW
- Lichtmaschine 12 V, 500 W
- Kraftstoffverbrauch: 17,5 l/100 km
- Ölverbrauch: 0,4–0,6 l/100 km
- Höchstgeschwindigkeit: 75 km/h
- Steigvermögen: 31 % (S4000: 32 %)
- Kraftstofftankinhalt: 100 l (S4000-1 Z: 110 l)

### Getriebe
- Einscheibentrockenkupplung
- Schrägverzahntes 5-Gang-Wechselgetriebe EGS 5N, 2. bis 5. Gang zwangssynchronisiert
- 1 Rückwärtsgang
- Getriebeübersetzungen, max. Fahrgeschwindigkeiten:

1. Gang: 8,61, 8,7 km/h
2. Gang: 4,36, 16,4 km/h
3. Gang: 2,62, 28,7 km/h
4. Gang: 1,59, 47,2 km/h
5. Gang: 1,00, 75,0 km/h

R-Gang: 6,38, ca. 12 km/h
Hinterachsübersetzung: 5,14

### Fahrgestell
- Leiterrahmen aus zwei gepressten Stahlblech-U-Profilen mit sechs eingeschweißten Quertraversen
- Typ: S4000-1
- Vorderachse: Geschmiedete Faustachse
- Hinterachse: Banjoachse mit Steckwellen
- Antrieb: Zwei Gelenkwellen mit Zwischenlager
- Federung: Halbelliptische Blattfedern
- Betriebsbremse: Hydraulisch betätigte Innenbackenservobremse, auf alle vier Räder wirkend, Bremsfläche 2300 cm²
- Feststellbremse: mechanisch auf Hinterräder wirkend

### Massen
- Fahrzeugmasse: 4100 kg
- Maximale Zuladung: 4000 kg
- Zulässige Gesamtmasse: 8100 kg (7400 kg S4000-1 Z)
- Zulässige Anhängemasse, ungebremst: 1500 kg
- Zulässige Anhängemasse, auflaufgebremst: 3000 kg
- Zulässige Anhängemasse, druckluftgebremst: 4500 kg
- Zulässige Anhängemasse, druckluftgebremst: 14400 kg (S4000-1 Z)

### Abmessungen
- Fahrzeuglänge: 6491 mm
- Fahrzeugbreite: 2370 mm
- Fahrzeughöhe: 2344 mm (bis Oberkante Fahrerhaus)
- Spurweite: 1652 mm vorn/1664 mm hinten
- Radstand: 3550 mm (Pritschenwagen, Kofferwagen, Feuerwehrfahrzeuge)
- Radstand: 3250 mm (Kipper, Sattelzugmaschine, Kommunalfahrzeuge)
- Radstand: 2500 mm (Straßenzugmaschine)
- Radstand: 3900 mm (Niederrahmenfahrgestell)
- Bereifung: 8.25-20 auf Schrägschulterfelge 6.50-20, vorne einfach, hinten zwilling
- kleinster Wendekreisdurchmesser: 15,3 m
- Wattiefe: 850 mm
- Geringste Bodenfreiheit: 240 mm (unter der Hinterachse)
- Länge der Ladefläche: 3910 mm
- Breite der Ladefläche: 2200 mm
- Bordwandhöhe: 500 mm

Quelle:

## Ausführungen

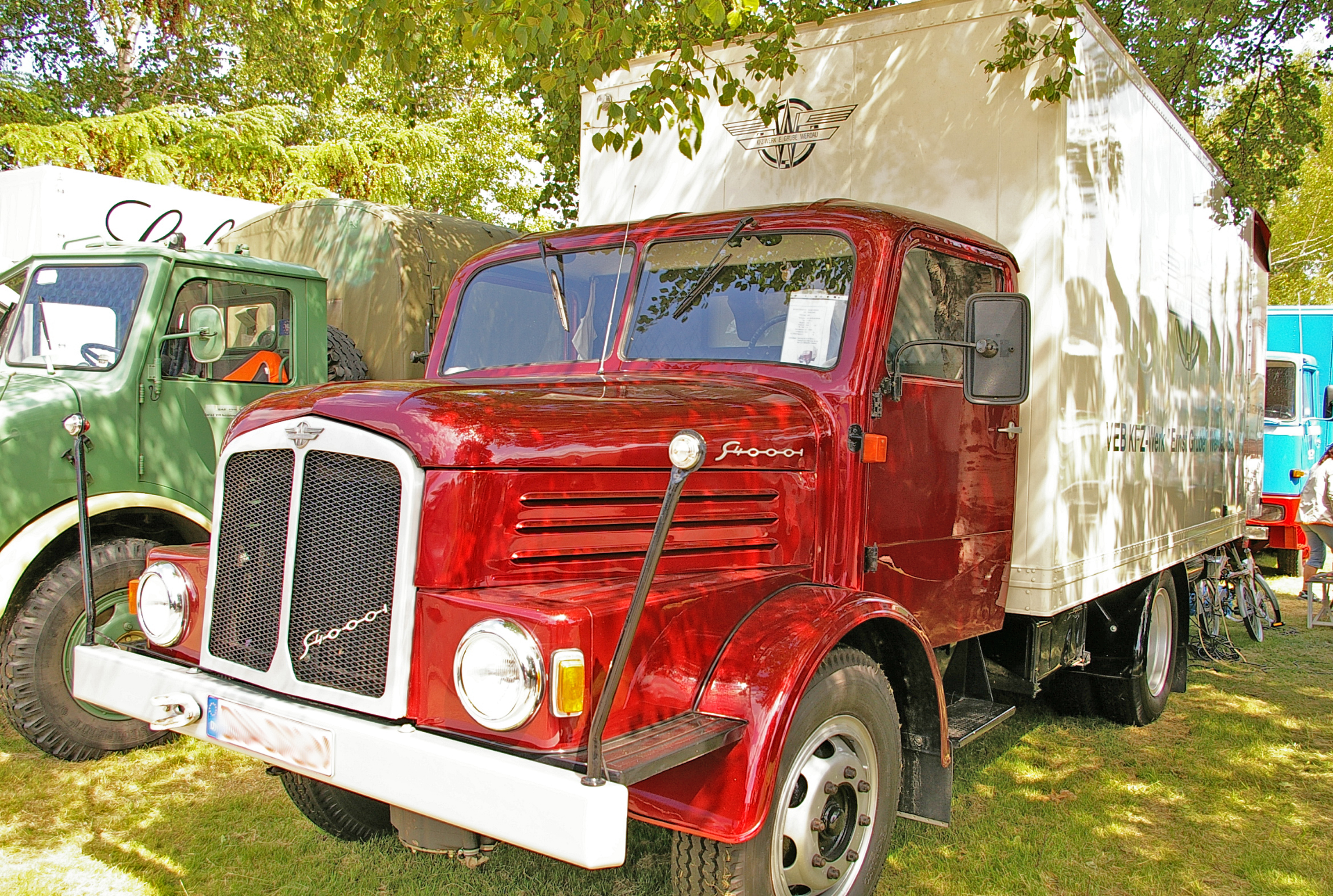
IFA S4000-1 mit Kofferaufbau

- S4000-1 Pritschenwagen (auch Plane Spriegel)
- S4000-1 R Pritschenwagen (Rechtslenker)
- S4000-1 SW9 Pritschenwagen mit 900-mm-Bordwand und Plane
- S4000-1 SW9a Pritschenwagen mit 900-mm-Bordwand und Plane für MdI, bzw. NVA
- S4000-1 SW10 Pritschenwagen mit 900-mm-Bordwand und Plane, Stirnwand 1600 mm
- S4000-1 LB800 Pritschenwagen mit Ladebordwand 800 kg (Fa. Hunger Frankenberg)[4]
- S4000-1 S Sattelzugmaschine
- S4000-1 Z Straßenzugmaschine mit Hilfsladefläche
- S4000-1 K SW 1a Bautruppwagen
- S4000-1 SW 2a Kofferaufbau
- S4000-1 SW 2b Rettungswagen
- S4000-1 K SW 3d Müllwagen
- S4000-1 SW 5/6/7/8 Feuerwehrfahrzeuge
- S4000-1 SW 5b Schlauchwagen mit Drehleiter
- S4000-1 K SW 7c Fäkalienwagen/Kehrmaschine
- S4000-1 K SW 7d Dreiseitenkipper
- S4000-1 RK Dreiseitenkipper (Rechtslenker)
- S4000-1 T SW 7 Niederrahmenfahrgestell mit Feuerwehraufbau
- S4000-1 T SW 11 Niederrahmenfahrgestell mit Viehtransportaufbau

### Feuerwehrfahrzeuge auf Basis des S4000-1

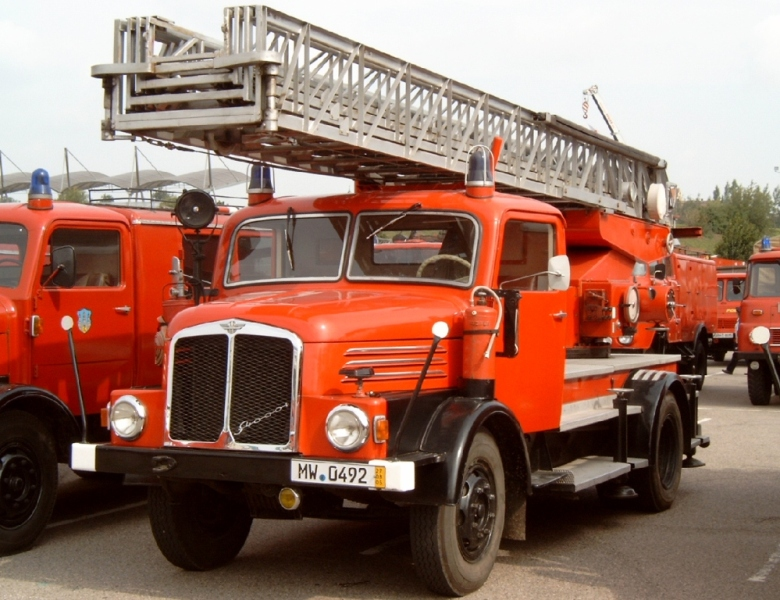
Drehleiter 25 auf S4000-1

- Löschfahrzeug 16 – Tragkraftspritze 8 (LF 16–TS 8) (gebaut: 1959–1967)
- Löschfahrzeug 16 – Chemie (LF 16–Chemie) (1960–1967)
- Löschfahrzeug – CO2 (LF–CO2) (1963–1967)

- Tanklöschfahrzeug 16 (TLF 16) (1959–1967)

### Sonderfahrzeuge
- Schlauchwagen 14 – Tragkraftspritze 8 (SW 14–TS 8) (1959–1967)
- Drehleiter 25 (DL 25) (Baujahre: 1963–1967)
- Montagemast[5]

## Bestand
2022 waren laut KBA vier S4000 Z (Zugmaschinen) in der Bundesrepublik zugelassen.